# Шааф, Эрни
Эрни Шааф (27 сентября 1908 года, Элизабет, Нью-Джерси — 14 февраля 1933) —  профессиональный боксёр-тяжеловес, претендент в чемпионы 1930 года; известен тем, что умер после поединка.

## Карьера
Шааф весил 200—210 фунтов в расцвете сил, что было средним показателем в ту эпоху.

В 1930-х годах он одержал 2 победы, потерпел 1 поражение от Томми Лауграна, и легко переиграл двух будущих чемпионов мира в супертяжёлом весе:
- Макса Бэра в своём первом бою в 1930 году и
- Джеймса Джея Брэддока в 1931 году.

Он также «выбил» двух титульных претендентов: Янга Стриблинга и Тони Галента в 1932 году.
Во втором бою с Бэром в 1932 году, Шааф был в нокдауне за две секунды до финального гонга, который спас его от официального нокаута, и Бэр победил его по очкам. Ему потребовалось несколько минут для того, чтобы прийти в себя. Шааф жаловался на головные боли после этого, и некоторые наблюдатели считают, что он перенёс повреждение головного мозга.
Шесть месяцев спустя, Шааф сражался с огромным (более 250 фунтов) Примо Карнера, и потерпел поражение нокаутом в 13-м раунде (из 15). Он впал в кому и был доставлен в больницу, где ему была сделана операция. Он умер в День Святого Валентина.

## Рейтинг
Шааф имеет официальный рекорд 55-13-2 с 1 несостоявшимся и 4 незасчитанными (незасчитаны из-за практики ведения счёта той эпохи). Газетные сообщения указывают, что он выиграл 3 из них, и потерпел поражение в оставшемся одном, — таким образом, приписывая ему окончательный счет 58-14-2 с 1 несостоявшимся.